# Andrzej Korczak (filozof)
Andrzej Korczak – polski filozof, dr  hab. nauk humanistycznych, profesor uczelni Instytutu Literaturoznawstwa i Językoznawstwa Wydziału Humanistycznego Uniwersytetu Jana Kochanowskiego w Kielcach.

## Życiorys
8 stycznia 2002 uzyskał doktorat za pracę dotyczącą bogów, człowieka i świata według presokratyków, 28 maja 2014 otrzymał stopień doktora habilitowanego. Został zatrudniony na stanowisku adiunkta w Katedrze Edukacji i Kultury na Wydziale Nauk Humanistycznych Szkole Głównej Gospodarstwa Wiejskiego w Warszawie.
Jest profesorem uczelni w Instytucie Literaturoznawstwa i Językoznawstwa na Wydziale Humanistycznym Uniwersytetu Jana Kochanowskiego w Kielcach.
Od października 2017 roku jest aktywnym członkiem  Galicyjskiego Towarzystwa Historycznego.